# Shote Galica
Shote Galica (čti Šote Galica, 4. října 1895 – 1927), rodným jménem Qerime Halil Radisheva, byla příslušníci bojových partyzánských jednotek tzv. kačackého hnutí v Kosovu. (Pozn.: slovo „kačak“, převzaté z tureckého „kaçak“, původně znamenalo „bandita“, „zločinec“ či „dezertér“, později se tak označovali albánští povstalci v Kosovu, bojující proti ozbrojeným složkám Království Srbů, Chorvatů a Slovinců). Cílem kačackého hnutí bylo sjednocení albánských regónů a podpora demokratické vlády v Albánii. Posmrtně byl Shotě Galici udělen čestný titul „Národní hrdina Albánie“ (albánsky „Hero i Popullit“ në Shqipëri), který byl udělován v Albánii v letech 1945 až 1991.

## Životopis
Shote Galica pocházela z Radiševa v regionu Drenica ve středním Kosovu. Měla šest bratrů. V roce 1915 se provdala za Azema Bejtu, zvaného podle jeho rodiště Azem Galica (1889–1924). Shote Galica se během dvanácti let zúčastnila kolem čtyř desítek bojových střetnutí se srbskými vojsky, V roce 1919 se zúčastnila povstání v západní části Kosova a mezi léty 1921 až 1923 bojovala se Srby u Juniku v historickém kraji Metochije. Po smrti manžela v roce 1924 zastávala mezi povstaleckými partyzány velitelskou roli. Během bojových aktivit v Kosovu zahynulo z rodiny Shote Galice celkem 22 jejích příbuzných.
V roce 1927 Shote opustila povstalecké řady a odstěhovala se do obce Shullaz u Krujë v Albánii. Zachoval se její dopis, adresovaný albánskému prezidentovi Ahmetovi Zogu, v němž vdova po zavražděném kačackém vůdci píše „umírám sama a mám zde u sebe čtyři sirotky, děti válečníků, zabitých za osvobození Kosova“ a prosí prezidenta o pomoc. Shote Galica zemřela 11. července 1927 v naprosté chudobě.

## Oblíbený citát Shote Galice
| „ | Život bez vědomostí je jako válka beze zbraní | “ |